# 塞讷维尔叙费康
塞讷维尔叙费康（法語：Senneville-sur-Fécamp，法語發音：[sɛnvil syʁ fekɑ̃]，意为“费康上方的塞讷维尔”）是法国滨海塞纳省的一个市镇，属于勒阿弗尔区。

## 地理
塞讷维尔叙费康（49°46'21"N, 0°24'59"E）面积4.73 平方千米，位于法国诺曼底大区滨海塞纳省，该省份为法国北部沿海省份，其西部及北部濒大西洋英吉利海峡，东起顺时针与索姆省、瓦兹省、厄尔省和卡爾瓦多斯省接壤。
与塞讷维尔叙费康接壤的市镇（或旧市镇、城区）包括：科勒维尔、费康、圣埃莱娜-邦德维尔。
塞讷维尔叙费康的时区为UTC+01:00、UTC+02:00（夏令时）。

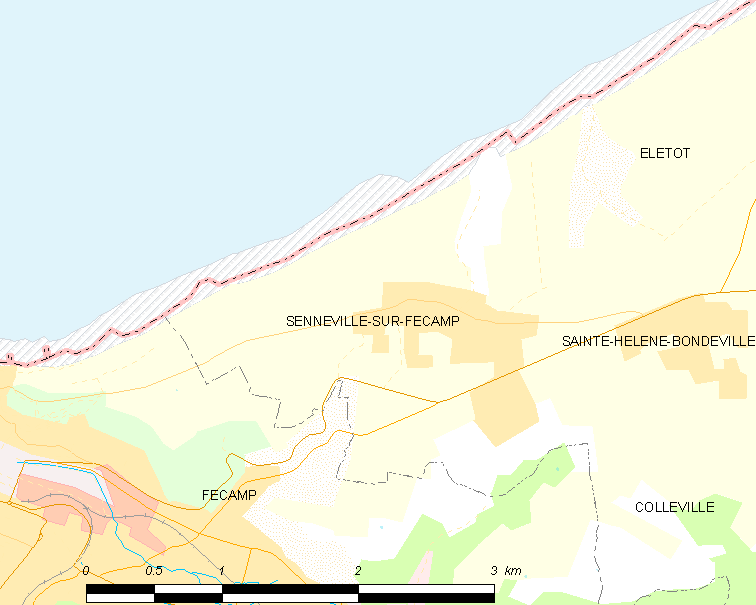
塞讷维尔叙费康的OSM定位图

## 行政
塞讷维尔叙费康的邮政编码为76400，INSEE市镇编码为76670。

## 政治
塞讷维尔叙费康所属的省级选区为费康县。

## 人口

1962-2008年间塞讷维尔叙费康人口变化图示

塞讷维尔叙费康于2022年1月1日时的人口数量为875人。